# Palestra

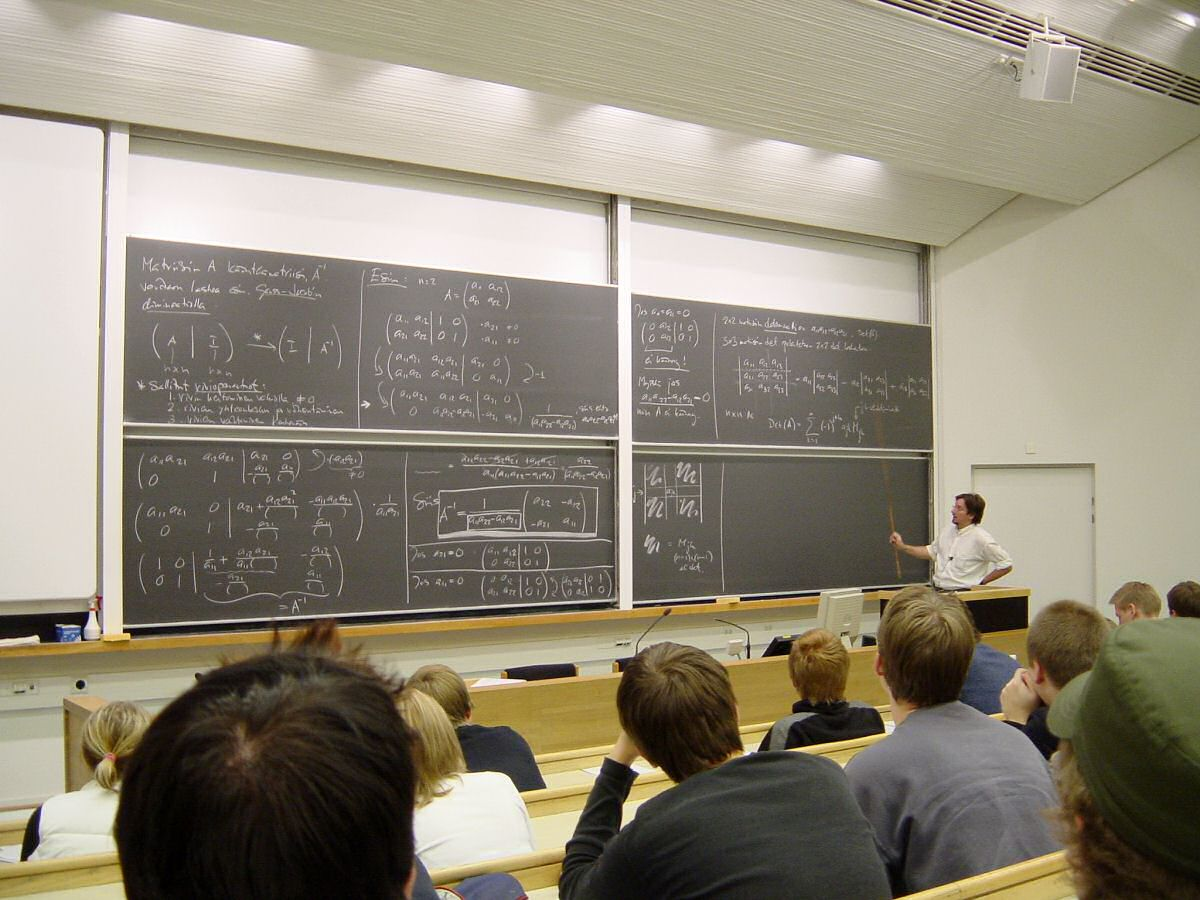
Uma palestra de álgebra linear na Universidade de Tecnologia de Helsinque

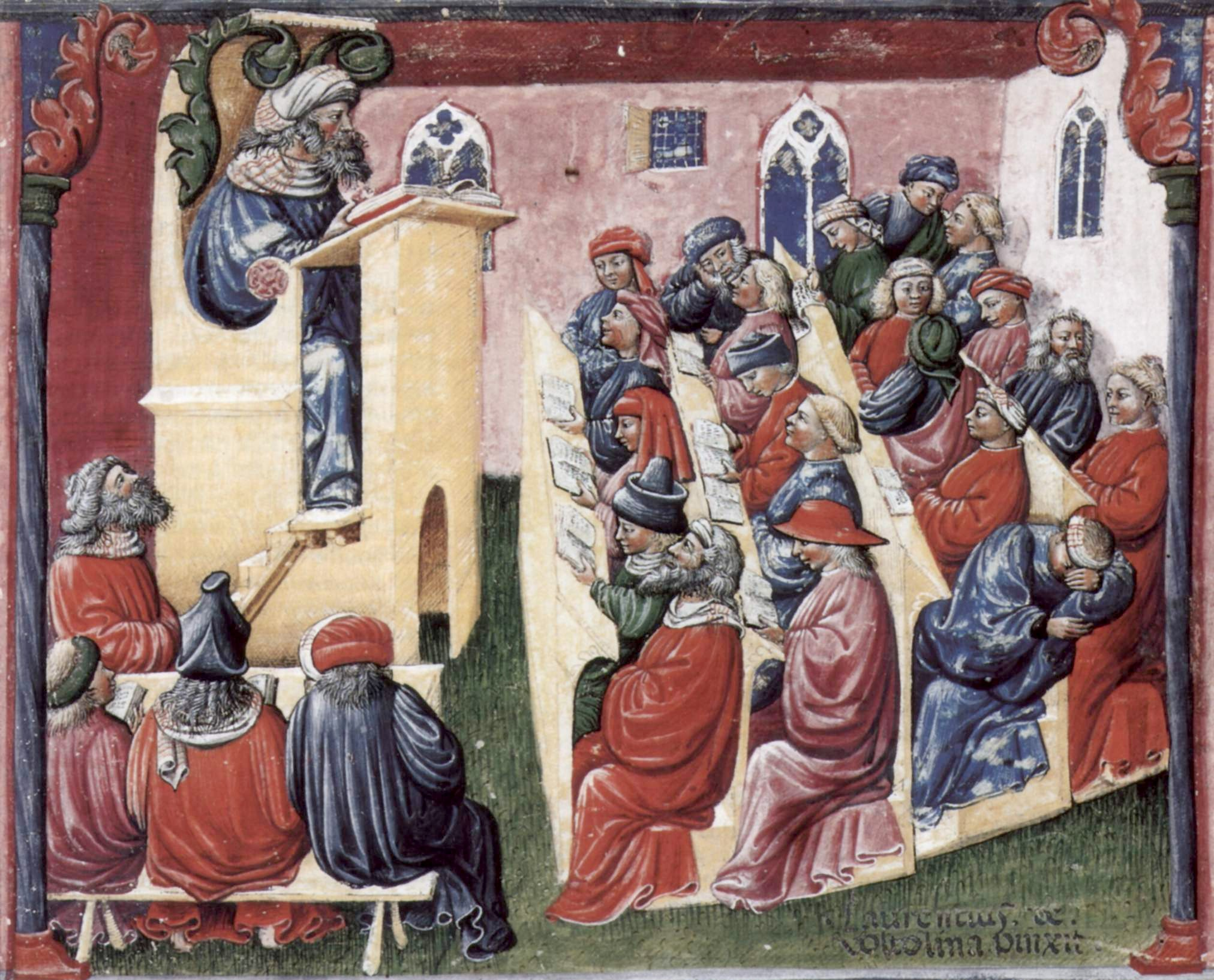
Laurentius de Voltolina

Palestra (do grego παλαίστρα, pelo latim palaestra, originalmente "local onde se executam exercício físicos"), às vezes chamada conferência, é uma apresentação oral que pretende apresentar informação ou ensinar pessoas a respeito de um assunto. Um tipo de palestra muito conhecido é a aula expositiva, dada pelo professor em uma universidade ou colegial. Palestras são usadas para transmitir informação de natureza importante, histórica, prática, teórica e equacional. O discurso de um político, o sermão de um guia espiritual e a apresentação de vendas de um negociante também podem assumir forma similar a uma palestra. Geralmente, o palestrante posta-se em uma posição de destaque no cômodo e recita informação relevante relativa ao conteúdo da palestra.

## Descrição
O uso de palestras ou aulas expositivas como único método de ensino é criticado, e a maioria dos cursos adota outros métodos para complementação. Segundo os críticos, a palestra estabelece uma comunicação em apenas uma direção (a palestrante —> audiência), cabendo aos ouvintes uma participação reflexiva. As aulas expositivas são frequentemente comparadas com aprendizagem ativa. Já as palestras apresentadas por oradores talentosos podem ser altamente estimulantes para os ouvintes; assim, a aula expositiva sobrevive na academia como um método rápido, barato e eficiente de apresentar, para muitos estudantes, um campo de estudo particular.
As palestras têm um significativo papel fora das salas de aula. Prêmios acadêmicos e científicos geralmente incluem uma palestra como parte da homenagem, e conferências acadêmicas rotineiramente focam em keynotes, isto é, palestras. A palestra pública tem um longo histórico nas ciências e nos movimentos sociais. Sindicatos historicamente têm hospedado inúmeras palestras públicas e gratuitas em uma ampla variedade de temas. Similarmente, igrejas locais, centros comunitários, bibliotecas, museus e outras organizações oferecem palestras, seja como prosseguimento de suas missões ou por interesse de seus membros constituintes. Palestras representam uma continuação da tradição oral, em contraste com a comunicação textual de livros e outros media.